# Разкриване (филм)
„Разкриване“ (на английски: Disclosure) е американски трилър от 1994 г. на режисьор Бари Левинсън, базиран на едноименния роман от Майкъл Крайтън. Във филма участват Майкъл Дъглас, Деми Мур, Доналд Съдърланд, Карълайн Гудъл и Денис Милър.